# 长吻裸胸鲹
长吻裸胸鲹（学名：Caranx chrysophrys）为鲹科鲹属的鱼类，俗名冬瓜鲹。分布于印度洋和太平洋热带海区，包括南海、台湾海峡等海域。该物种的模式产地在塞舌尔。